# To. X (canção)
"To. X" é uma canção gravada pela cantora sul-coreana Taeyeon, para seu quinto extended play (EP) de mesmo nome. Com letras de Kenzie e composição de Stephen Puth, Dazy e Kristin Carpenter, "To. X" foi lançada em 27 de novembro de 2023, através da SM Entertainment. Comercialmente, atingiu o top três em tabelas musicais sul-coreanas, além de figurar em tabelas internacionais. 

## Antecedentes e lançamento
Em 6 de novembro de 2023, a SM Entertainment anunciou que Taeyeon lançaria seu quinto EP coreano intitulado To. X em 27 de novembro. Em 24 de novembro, uma prévia do vídeo musical foi lançado. A canção foi lançada juntamente com seu respectivo vídeo musical e o EP em 27 de novembro. Os remixes de "To. X" de Imlay e Hunjiya, e "Fabulous" de Ginjo, intitulados iScreaM Vol. 30: To. X Remixes, foram lançados em 8 de março de 2024.

## Composição
"To. X" possui letras de Kenzie e composição e arranjos de Stephen Puth e Dazy, incluindo composição de Kristin Carpenter. A faixa é composta em lá bemol menor, com um andamento de 97 batidas por minuto. Musicalmente, "To. X"  é descrita como uma canção de R&B que "combina riffs de guitarra sensuais e melodias rítmicas" com letras que carregam a mensagem de "[Taeyeon cantando] sobre o fim de um relacionamento controlador após perceber que a outra pessoa a está controlando".

## Promoção
Antes do lançamento de To. X, em 27 de novembro de 2023, Taeyeon realizou um evento ao vivo chamado "Taeyeon 'To. X' Countdown Live" nas plataformas digitais YouTube, TikTok, Weverse e Idol Plus, com o objetivo de apresentar a obra e conectar-se com sua base de fãs. A seguir, em 8 de dezembro, um vídeo de uma apresentação ao vivo de "To. X" foi lançado em seu canal do YouTube.
Taeyeon apresentou "To. X" pela primeira vez ao vivo para um público de cem mil pessoas durante o concerto SM Town Live 2024: SMCU Palace in Tokyo, realizado no Japão, nas datas de 21 e 22 de fevereiro de 2024.

## Faixas e formatos
| "To. X" – Download digital, streaming |         |         |  |
| N.º                                   | Título  | Duração |  |
| 1.                                    | "To. X" | 2:50    |  |

| "iScreaM Vol. 30: To. X Remixes" – Download digital, streaming |                                       |         |  |
| N.º                                                            | Título                                | Duração |  |
| 1.                                                             | "To. X" (Imlay remix)                 | 3:10    |  |
| 2.                                                             | "To. X" (Hunjiya remix)               | 2:32    |  |
| 3.                                                             | "Fabulous" (Ginjo remix; faixa bônus) | 4:44    |  |

## Recepção
| Programa         | Emissora | Data                   | Ref.          |
| ---------------- | -------- | ---------------------- | ------------- |
| Inkigayo         | SBS      | 10 de dezembro de 2023 | [ 13 ] [ 14 ] |
| Show! Music Core | MBC      | 13 de janeiro de 2024  | [ 15 ] [ 16 ] |
| Show! Music Core | MBC      | 20 de janeiro de 2024  | [ 17 ] [ 18 ] |
| Show! Music Core | MBC      | 27 de janeiro de 2024  | [ 19 ] [ 20 ] |

| Categoria               | Data                   | Ref.   |
| ----------------------- | ---------------------- | ------ |
| Weekly Popularity Award | 11 de dezembro de 2023 | [ 21 ] |
| Weekly Popularity Award | 18 de dezembro de 2023 | [ 21 ] |
| Weekly Popularity Award | 1 de janeiro de 2024   | [ 21 ] |

## Desempenho nas paradas musicais
"To. X" estreou na terceira posição na Circle Digital Chart da Coreia do Sul na semana referente a 26 de novembro a 2 de dezembro de 2023. Em suas tabelas componentes pela mesma semana, a canção estreou nas posições de número dois, seis e dezoito na Circle Download Chart, Circle Streaming Chart e Circle BGM Chart, respectivamente. Na semana seguinte, ascendeu para a posição de número três na Circle Streaming Chart, posicionando-se no topo desta tabela na edição de 21 a 27 de janeiro de 2024. Além disso, "To. X" alcançou seu pico de número dois pela Circle Digital Chart na semana referente a 31 de dezembro de 2023 a 6 de janeiro de 2024. Mais tarde, tornou-se o single de melhor desempenho do mês de janeiro de 2024 na mesma tabela. Ao todo, "To. X" permaneceu vinte semanas consecutivas no top 10 da Circle Digital Chart, estabelecendo um novo recorde para Taeyeon ao ultrapassar a faixa "Weekend" (2021). Pela Billboard South Korea Songs, "To. X" estreou na sexta posição na edição databela de 16 de dezembro de 2023. A canção atingiu seu pico de número três na semana de 3 de fevereiro de 2024.
Em Taiwan, "To. X" estreou na posição de número 22 pela Billboard Taiwan Songs na semana de 16 de dezembro de 2023. Posteriormente, a canção subiu para a posição dezenove pela mesma tabela na semana referente a 30 de março de 2024 e a seguir, atingiu seu pico de número treze na edição de 13 de abril de 2024. No Vietnã, "To. X" estreou em seu pico de número 93, na semana referente a 9 de dezembro de 2023 pela Billboard Vietnam Hot 100. Globalmente, "To. X" estreou na posição de número 187 na Billboard Global Excl. U.S. na semana referente a 16 de dezembro de 2023. Mais tarde, subiu para 148 pela mesma tabela na semana de 20 de janeiro de 2024 e por fim, atingiu um novo pico de 103 pela Billboard Global Excl. EUA na semana de 10 de fevereiro de 2024.

### Posições semanais
| Parada musical (2023–2024)                  | Melhor posição |
| ------------------------------------------- | -------------- |
| Coreia do Sul (Circle Digital Chart)        | 2              |
| Coreia do Sul (Billboard South Korea Songs) | 3              |
| Mundo (Billboard Global Excl. U.S.)         | 103            |
| Taiwan (Billboard Taiwan Songs)             | 13             |
| Vietname (Vietnam Hot 100)                  | 93             |

## Créditos e pessoal
A elaboração de "To. X" atribui os seguintes créditos adaptados do encarte de To. X.
Produção
- SM Starlight Studio – gravação, edição digital
- SM Blue Ocean Studio – mixagem
- 821 Sound – masterização
- SM Entertainment – produção executiva

Pessoal
- Taeyeon – vocais, vocais de apoio
- Kenzie – letras, direção vocal
- Stephen Puth – composição, arranjo
- Dazy – composição, arranjo
- Kristin Carpenter – composição
- Jeong Yu-ra – gravação, edição digital
- Kim Cheol-sun – mixagem
- Kwon Nam-woo – masterização

## Histórico de lançamento
| Região        | Data                   | Formato                       | Versão   | Gravadora | Ref.   |
| ------------- | ---------------------- | ----------------------------- | -------- | --------- | ------ |
| Coreia do Sul | 27 de novembro de 2023 | CD download digital streaming | Original | SM Kakao  | [ 42 ] |
| Mundo         | 27 de novembro de 2023 | CD download digital streaming | Original | SM        | [ 11 ] |
| Mundo         | 8 de março de 2024     | Download digital streaming    | Remixes  | SM ScreaM | [ 12 ] |